# Ronde van Frankrijk 2023/Zeventiende etappe

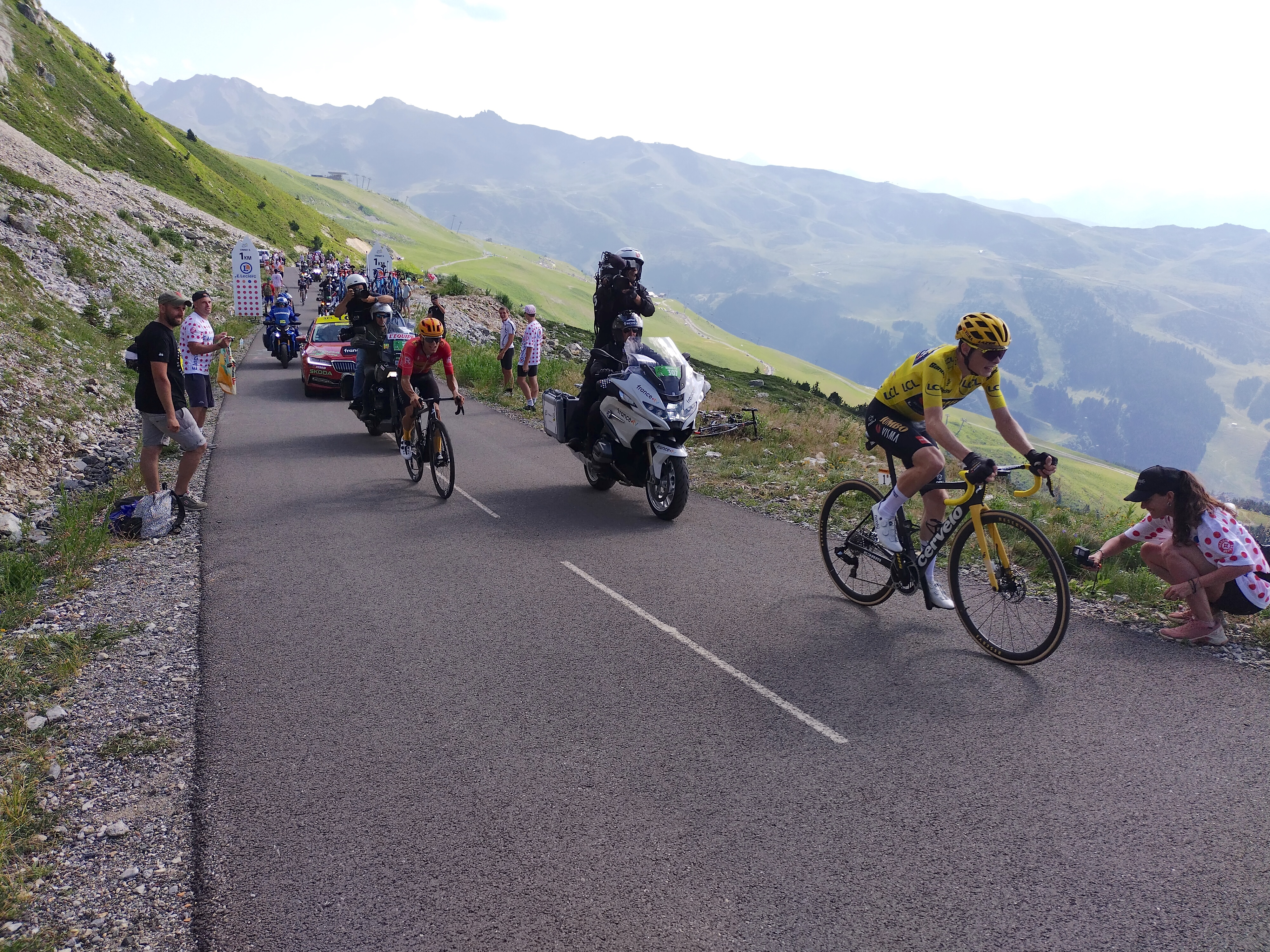
Jonas Vingegaard op de Col de la Loze

De zeventiende etappe van de Ronde van Frankrijk 2023 was een bergrit met een lengte van 165,7 kilometer. De etappe werd verreden op 19 juli met de start in Saint-Gervais Mont Blanc en de finish in Courchevel.

## Parcours
De zevende bergetappe werd begonnen met een klim van eerste categorie op de Col des Saisies, een beklimming van ruim 13 kilometer lang. Na de afdaling lag de tussensprint in het dal bij Beaufort na 45,5 kilometer fietsen en direct daarna volgde de tweede beklimming van de eerste categorie, de Cormet de Roselend. De volgende klim was van de tweede categorie en lag op de Côte de Longefoy met de top na 105,5 kilometer. De volgende klim was de tweetrapsraket naar de top van de Col de la Loze, de eerste 14 kilometer waren niet zo steil, maar na een stuk vals plat kwam het tweede gedeelte over een lengte van zo'n 10 kilometer naar het dak van de Ronde van Frankrijk (2304 meter hoogte) met hellingspercentages uitschietend naar maar liefst 24%. Na een korte afdaling over smalle wegen volgde de korte maar zeer steile klim (hellingsercentage gemiddeld 10,8% met een steilste stuk van 18%) bij de luchthaven van Courchevel waar de eindstreep lag.

## Verloop
De Oostenrijker Felix Gall won de zeventiende etappe in zijn eerste deelname aan de Ronde van Frankrijk.
In de eerste kilometers van de etappe vormde zich een kopgroep van vijf renners, met de Amerikaan Neilson Powless, de Italiaan Giulio Ciccone, de twee Denen Mads Pedersen en Jonas Gregaard en de Sloveen Luka Mezgec, die al snel een voorsprong van 30 seconden op het peloton opbouwde. Ook in het begin van de etappe kwam de Sloveen Tadej Pogačar ten val en hij kon zijn weg vervolgen met een bloedende knie. Er volgde een hergroepering voor het begin van de Col des Saisies. Op de top kwam de Italiaan Ciccone als eerste boven voor de Deen Mattias Skjelmose Jensen en de Oostenrijker Felix Gall. In de afdaling braken drie mannen uit de grote kopgroep: Ciccone, de Let Krists Neilands en de Fransman Julian Alaphilippe, de laatste won de tussensprint in Beaufort. 
Een aantal kilometer na de tussensprint voegden Skjelmose, de Oostenrijker Gregor Mühlberger, de Australië Jack Haig en de Amerikaan Kevin Vermaerke zich bij het leidende trio. Na een splitsing was de kopgroep gereduceerd tot drieëndertig renners. Op de Col de Cormet de Roselend kwam de Italiaan Ciccone weer als eerste boven voor Skjelmose en Haig. En vervolgens bleef Ciccone op de top van de Côte de Longefoy Skjelmose en de Amerikaan Lawson Craddock voor.
Op de klim naar de Col de la Loze verloor de kopgroep verschillende renners, waardoor er nog maar zestien renners overbleven. In de groep gele trui groep moest Tadej Pogačar lossen en verloor terrein op Jonas Vingegaard. Met nog maar vier renners in de kopgroep, viel de Oostenrijker Felix Gall met nog 6,5 kilometer te gaan naar de top. Hij had al snel een voorsprong van dertig seconden op Simon Yates uit Groot-Brittannië en Rafał Majka uit Polen en twee minuten en tien seconden op Vingegaard. 
Felix Gall kwam als eerste boven op de berg van buitencategorie, won daar de Souvenir Henri Desgrange en ging bergafwaarts richting Courchevel voor het laatste stuk klimmen naar Altiport de Courchevel en won de etappe na een mooie solo voor Simon Yates en Pello Bilbao. 
In het algemeen klassement heeft Vingegaard na deze etappe meer dan zeven minuten voorsprong op zijn rivaal Pogačar.

## Uitslag etappe
| Saint-Gervais Mont Blanc – Courchevel (165,7 km) |                            |                        |          |
| Plaats                                           | Naam                       | Ploeg                  | Tijd     |
| 1                                                | Felix Gall                 | AG2R-Citroën           | 4u49'08" |
| 2                                                | Simon Yates                | Team Jayco AlUla       | + 34"    |
| 3                                                | Pello Bilbao               | Bahrain-Victorious     | + 1'38"  |
| 4                                                | Jonas Vingegaard           | Team Jumbo-Visma       | + 1'52"  |
| 5                                                | David Gaudu                | Groupama-FDJ           | + 2'09"  |
| 6                                                | Tobias Halland Johannessen | Uno-X Pro Cycling Team | +2'39"   |
| 7                                                | Chris Harper               | Team Jayco AlUla       | + 2'50"  |
| 8                                                | Rafal Majka                | UAE Team Emirates      | + 3'43"  |
| 9                                                | Adam Yates                 | UAE Team Emirates      | z.t.     |
| 10                                               | Wilco Kelderman            | Team Jumbo-Visma       | + 3'49"  |
|                                                  |                            |                        |          |
| 19                                               | Tiesj Benoot               | Team Jumbo-Visma       | + 7'17"  |

 –  Felix Gall was de strijdlustigste renner van de zeventiende etappe.

## Klassementen

### Algemeen klassement
| Algemeen klassement (gele trui) |                  |                    |            |
| Plaats                          | Naam             | Ploeg              | Tijd       |
| Gele trui                       | Jonas Vingegaard | Team Jumbo-Visma   | 67u57'51"  |
| 2                               | Tadej Pogačar    | UAE Team Emirates  | + 7'35"    |
| 3                               | Adam Yates       | UAE Team Emirates  | + 10'45"   |
| 4                               | Carlos Rodríguez | INEOS Grenadiers   | + 12'01"   |
| 5                               | Simon Yates      | Team Jayco AlUla   | + 12'19"   |
| 6                               | Pello Bilbao     | Bahrain-Victorious | + 12'50"   |
| 7                               | Jai Hindley      | BORA-hansgrohe     | + 13'50"   |
| 8                               | Felix Gall       | AG2R-Citroën       | + 16'11"   |
| 9                               | Sepp Kuss        | Team Jumbo-Visma   | + 16'49"   |
| 10                              | David Gaudu      | Groupama-FDJ       | + 17'57"   |
|                                 |                  |                    |            |
| 18                              | Wilco Kelderman  | Team Jumbo-Visma   | + 1u03'42" |
| 23                              | Wout van Aert    | Team Jumbo-Visma   | + 1u32'57" |

### Puntenklassement
| Puntenklassement (groene trui) |                   |                          |        |
| Plaats                         | Naam              | Ploeg                    | Punten |
| Groene trui                    | Jasper Philipsen  | Alpecin-Deceuninck       | 323    |
| 2                              | Mads Pedersen     | Lidl-Trek                | 186    |
| 3                              | Bryan Coquard     | Cofidis                  | 178    |
| 4                              | Wout van Aert     | Team Jumbo-Visma         | 154    |
| 5                              | Tadej Pogačar     | UAE Team Emirates        | 146    |
| 6                              | Jonas Vingegaard  | Team Jumbo-Visma         | 107    |
| 7                              | Jordi Meeus       | BORA-hansgrohe           | 96     |
| 8                              | Pello Bilbao      | Bahrain-Victorious       | 95     |
| 9                              | Dylan Groenewegen | Team Jayco AlUla         | 92     |
| 10                             | Biniam Girmay     | Intermarché-Circus-Wanty | 90     |

### Bergklassement
| Bergklassement (bolletjestrui) |                            |                        |        |
| Plaats                         | Naam                       | Ploeg                  | Punten |
| Bolletjestrui                  | Giulio Ciccone             | Lidl-Trek              | 88     |
| 2                              | Felix Gall                 | AG2R-Citroën           | 82     |
| 3                              | Jonas Vingegaard           | Team Jumbo-Visma       | 81     |
| 4                              | Neilson Powless            | EF Education-EasyPost  | 58     |
| 5                              | Tadej Pogačar              | UAE Team Emirates      | 49     |
| 6                              | Wout van Aert              | Team Jumbo-Visma       | 47     |
| 7                              | Simon Yates                | Team Jayco AlUla       | 40     |
| 8                              | Tobias Halland Johannessen | Uno-X Pro Cycling Team | 38     |
| 9                              | Jai Hindley                | BORA-hansgrohe         | 31     |
| 10                             | Michał Kwiatkowski         | INEOS Grenadiers       | 30     |
|                                |                            |                        |        |
| 13                             | Wout Poels                 | Alpecin-Deceuninck     | 20     |

### Jongerenklassement
| Jongerenklassement (witte trui) |                            |                        |            |
| Plaats                          | Naam                       | Ploeg                  | Tijd       |
| Witte trui                      | Tadej Pogačar              | UAE Team Emirates      | 68u05'26"  |
| 2                               | Carlos Rodríguez           | INEOS Grenadiers       | + 4'26"    |
| 3                               | Felix Gall                 | AG2R-Citroën           | + 8'36"    |
| 4                               | Tom Pidcock                | INEOS Grenadiers       | + 49'04"   |
| 5                               | Mattias Skjelmose Jensen   | Lidl-Trek              | + 1u43'53" |
| 6                               | Mathieu Burgaudeau         | Team TotalEnergies     | + 1u53'37" |
| 7                               | Tobias Halland Johannessen | Uno-X Pro Cycling Team | + 2u03'12" |
| 8                               | Clément Champoussin        | Arkéa-Samsic           | + 2u36'45" |
| 9                               | Matthew Dinham             | Team DSM-Firmenich     | + 2u50'38" |
| 10                              | Maxim Van Gils             | Lotto-Dstny            | + 2u56'42" |
|                                 |                            |                        |            |
| 13                              | Lars van den Berg          | Groupama-FDJ           | + 3u20'22" |

### Ploegenklassement
| Ploegenklassement |                    |            |
| Plaats            | Ploeg              | Tijd       |
|                   | Team Jumbo-Visma   | 204u45'10" |
| 2                 | UAE Emirates       | + 15'15"   |
| 3                 | INEOS Grenadiers   | + 20'56"   |
| 4                 | Bahrain-Victorious | + 42'48"   |
| 5                 | Groupama-FDJ       | + 47'47"   |

## Uitvallers
- Alexis Renard (Cofidis): Niet gestart, elleboogbreuk.
- Phil Bauhaus (Bahrain-Victorious): Opgave na grote achterstand.

1e etappe ·
2e etappe ·
3e etappe ·
4e etappe ·
5e etappe ·
6e etappe ·
7e etappe ·
8e etappe ·
9e etappe ·
10e etappe ·
11e etappe ·
12e etappe ·
13e etappe ·
14e etappe ·
15e etappe ·
16e etappe ·
17e etappe ·
18e etappe ·
19e etappe ·
20e etappe ·
21e etappe
Startlijst · Eindstanden · Afbeeldingen